# The Rugby Championship 2015
The Rugby Championship 2015 war die vierte Ausgabe des jährlich stattfindenden Rugby-Union-Turniers The Rugby Championship, Nachfolger des seit 1996 bestehenden Wettbewerbs Tri Nations. Im Unterschied zu früheren Saisons wurde der Wettbewerb dieses Jahr nur an drei Wochenenden zwischen dem 17. Juli und dem 8. August 2015 ausgetragen. Jede der vier Nationalmannschaften spielte nur einmal gegen die jeweils anderen drei Teams. Durch diese Verkürzung erhielten die Mannschaften mehr Vorbereitungszeit für die Weltmeisterschaft in England.
Zum ersten Mal gewann Australien das Turnier; den Vorgängerwettbewerb mit eingerechnet, war es der erste Turniersieg seit 2011. Südafrika platzierte sich zum ersten Mal am Tabellenende. Dennoch verteidigte Neuseeland den Bledisloe Cup und den Freedom Cup, während sich Australien die Mandela Challenge Plate und die Puma Trophy sicherte.

## Tabelle
|    | Land        | Spiele | Siege | Unent. | Ndlg. | Spiel- punkte | Diff. | Bonus- punkte | Tabellen- punkte |
| -- | ----------- | ------ | ----- | ------ | ----- | ------------- | ----- | ------------- | ---------------- |
| 1. | Australien  | 3      | 3     | 0      | 0     | 85:48         | + 37  | 1             | 13               |
| 2. | Neuseeland  | 3      | 2     | 0      | 1     | 85:65         | + 20  | 1             | 9                |
| 3. | Argentinien | 3      | 1     | 0      | 2     | 64:98         | − 34  | 1             | 5                |
| 4. | Südafrika   | 3      | 0     | 0      | 3     | 65:88         | − 23  | 2             | 2                |

## Spiele und Ergebnisse

### Erste Runde
| 17. Juli 2015 19:35 NZST | Neuseeland | 39 : 18        | Argentinien                                                                                             | Rugby League Park, Christchurch Zuschauer: 17.512 Schiedsrichter: Craig Joubert (Südafrika) |
| 17. Juli 2015 19:35 NZST | Versuche: McCaw 20. n.erh. Nonu 40. erh. Piutau 42. erh. Read 48. erh. Taylor 71. erh. Erhöhungen: Carter (4/5) Straftritte: Carter (2/4) 5., 16. | (18:6) Bericht | Versuche: Creevy (2) 55. n.erh., 61. erh. Erhöhungen: Sánchez (1/2) Straftritte: Sánchez (2/3) 12., 33. | Rugby League Park, Christchurch Zuschauer: 17.512 Schiedsrichter: Craig Joubert (Südafrika) |

| 18. Juli 2015 20:05 AEST | Australien | 24 : 20        | Südafrika                                                                                                | Suncorp Stadium, Brisbane Zuschauer: 37.633 Schiedsrichter: Nigel Owens (Wales) |
| 18. Juli 2015 20:05 AEST | Versuche: Ashley-Cooper 32. erh. Hooper 73. erh. Kuridrani 80. erh. Erhöhungen: Cooper (2/2) Giteau (1/1) Straftritte: Cooper (1/3) 54. | (7:13) Bericht | Versuche: Etzebeth 37. erh. Kriel 44. erh. Erhöhungen: Pollard (2/2) Straftritte: Pollard (2/3) 15., 25. | Suncorp Stadium, Brisbane Zuschauer: 37.633 Schiedsrichter: Nigel Owens (Wales) |

### Zweite Runde
| 25. Juli 2015 17:05 SAST | Südafrika                                                                                              | 20 : 27         | Neuseeland | Ellis-Park-Stadion, Johannesburg Zuschauer: 61.500 Schiedsrichter: Jérôme Garcès (Frankreich) |
| 25. Juli 2015 17:05 SAST | Versuche: le Roux 9. erh. Kriel 45. erh. Erhöhungen: Pollard (2/2) Straftritte: Pollard (2/3) 20., 56. | (10:10) Bericht | Versuche: B. Smith 39. erh. Coles 48. erh. McCaw 73. erh. Erhöhungen: Sopoaga (3/3) Straftritte: Sopoaga (2/2) | Ellis-Park-Stadion, Johannesburg Zuschauer: 61.500 Schiedsrichter: Jérôme Garcès (Frankreich) |

| 25. Juli 2015 19:40 ART | Argentinien                              | 9 : 34        | Australien | Estadio Malvinas Argentinas, Mendoza Zuschauer: 25.000 Schiedsrichter: Jaco Peyper (Südafrika) |
| 25. Juli 2015 19:40 ART | Straftritte: Sánchez (3/3) 29., 40., 57. | (6:8) Bericht | Versuche: Tomane 16. n.erh. Mumm 55. n.erh. Kuridrani 77. erh. Ashley-Cooper 78. n.erh. Erhöhungen: Foley (1/4) Straftritte: Foley (4/5) 39., 42., 53., 69. | Estadio Malvinas Argentinas, Mendoza Zuschauer: 25.000 Schiedsrichter: Jaco Peyper (Südafrika) |

### Dritte Runde
| 8. August 2015 20:05 AEST | Australien | 27 : 19       | Neuseeland | ANZ Stadium, Sydney Zuschauer: 73.824 Schiedsrichter: Wayne Barnes (England) |
| 8. August 2015 20:05 AEST | Versuche: Kepu 43. erh. Ashley-Cooper 60. erh. White 71. erh. Erhöhungen: Giteau (2/2) White (1/1) Straftritte: Giteau (1/2) 26. White (1/1) 68. | (3:6) Bericht | Versuche: Milner-Skudder (2) 55. n.erh., 64. n.erh. Erhöhungen: Carter (0/2) Straftritte: Carter (3/3) 8., 29., 50. | ANZ Stadium, Sydney Zuschauer: 73.824 Schiedsrichter: Wayne Barnes (England) |

| 8. August 2015 17:05 SAST | Südafrika | 25 : 37         | Argentinien | Kings-Park-Stadion, Durban Zuschauer: 27.447 Schiedsrichter: Romain Poite (Frankreich) |
| 8. August 2015 17:05 SAST | Versuche: de Jager 35. erh. le Roux 48. erh. Habana 78. n.erh. Erhöhungen: Pollard (2/2) Straftritte: Pollard (2/2) 9., 28. | (13:27) Bericht | Versuche: Bosch 1. erh. Imhoff (3) 22. erh., 30. erh., 41. erh. Erhöhungen: Hernández (4/4) Straftritte: Hernández (1/3) 37. Bosch (1/1) 39. Dropgoals: Bosch (1/1) 62. | Kings-Park-Stadion, Durban Zuschauer: 27.447 Schiedsrichter: Romain Poite (Frankreich) |

## Statistik

### Meiste erzielte Versuche
|    | Name                | Versuche | Land        |
| -- | ------------------- | -------- | ----------- |
| 1. | Adam Ashley-Cooper  | 3        | Australien  |
| 1. | Juan Imhoff         | 3        | Argentinien |
| 3. | Agustín Creevy      | 2        | Argentinien |
| 3. | Willie le Roux      | 2        | Südafrika   |
| 3. | Jesse Kriel         | 2        | Südafrika   |
| 3. | Tevita Kuridrani    | 2        | Australien  |
| 3. | Richie McCaw        | 2        | Neuseeland  |
| 3. | Nehe Milner-Skudder | 2        | Neuseeland  |

### Meiste erzielte Punkte
|    | Name               | Punkte | Land        |
| -- | ------------------ | ------ | ----------- |
| 1. | Handré Pollard     | 30     | Südafrika   |
| 2. | Daniel Carter      | 23     | Neuseeland  |
| 3. | Nicolás Sánchez    | 17     | Argentinien |
| 4. | Adam Ashley-Cooper | 15     | Australien  |
| 4. | Juan Imhoff        | 15     | Argentinien |